# (100314) 1995 MK1
(100314) 1995 MK1 es un asteroide perteneciente al cinturón de asteroides, descubierto el 22 de junio de 1995 por el equipo del Spacewatch desde el Observatorio Nacional de Kitt Peak, Arizona, Estados Unidos.

## Designación y nombre
Designado provisionalmente como 1995 MK1.

## Características orbitales
1995 MK1 está situado a una distancia media del Sol de 2,980 ua, pudiendo alejarse hasta 3,286 ua y acercarse hasta 2,675 ua. Su excentricidad es 0,102 y la inclinación orbital 11,07 grados. Emplea 1879 días en completar una órbita alrededor del Sol.

## Características físicas
La magnitud absoluta de 1995 MK1 es 15.